# ريان كراوز
ريان كراوز (بالإنجليزية: Ryan Krause)‏ هو لاعب كرة قدم أمريكية أمريكي، ولد في 16 يونيو 1981 في أوماها في الولايات المتحدة.

## وصلات خارجية
- ريان كراوز على موقع مرجع كرة القدم المحترفة.كوم (الإنجليزية)